# Granila paseas
Genre
Espèce
Granila paseas est une espèce néotropicale de lépidoptères de la famille des Hesperiidae, de la sous-famille des Pyrginae et de la tribu des Pyrrhopygini.
Elle est l'unique représentante du genre monotypique Granila.

## Dénomination
L'espèce Granila paseas a été décrite par le naturaliste britannique William Chapman Hewitson en 1857, sous le nom initial de Pyrrhopyga paseas.
Le genre Granila a quant à lui été décrit en 1903 par le naturaliste français Paul Mabille.
L'espèce porte en anglais le nom vernaculaire de paseas skipper.

## Distribution
Granila paseas est présente dans le Sud-Est du Brésil et au Paraguay.